# Lars Otto Olsen
Lars Otto Olsen (Copenhaguen, 29 de juny de 1965) va ser un ciclista danès que s'especialitzà en el ciclisme en pista, on va aconseguir una medalla de bronze al Campionat del món de persecució per equips.

## Palmarès en pista
- 1983
  -  Campió del món júnior en Persecució per equips (amb Kenneth Røpke, Mark Kubach i Klaus Kynde Nielsen)
- 1985
  -  Campió de Dinamarca de Persecució per equips
- 1986
  -  Campió de Dinamarca de Persecució per equips
- 1987
  -  Campió de Dinamarca de Persecució per equips
- 1988
  -  Campió de Dinamarca de Persecució per equips
- 1993
  -  Campió de Dinamarca de Persecució per equips
- 1995
  -  Campió de Dinamarca de Madison (amb Jakob Piil)
  -  Campió de Dinamarca de Persecució per equips